# Гипергидратация
Гипергидрата́ция (англ. hyperhydration; гипер- + гидратация; син. гипергидри́я, во́дное отравле́ние) — избыточное содержание воды в организме или отдельных его частях.
Является формой нарушения водно-солевого обмена.
Клинически у больных появляются отёки на лице, ногах, развивается асцит, отёк лёгких и мозга.
Вода в организме человека содержится как в клетке, так и во внеклеточном секторе (внутрисосудистая, интерстициальная и трансцеллюлярная его часть), на долю которого приходится 30 % её общего количества.
При почечной недостаточности гипергидратация связана прежде всего с нарушением состава и объёма внеклеточного сектора жидкости. В свою очередь, это влияет и на внутриклеточный сектор, изменяя тканевой метаболизм в сторону катаболических процессов с распадом белков, жиров и углеводов. Освобождающиеся при этом биологически активные вещества, ранее находившиеся в связанном состоянии внутри клетки, поступают во внеклеточный сектор, вызывая серьёзные гуморальные сдвиги.
В случае, если больной выпивает более трёх литров воды в течение часа, происходит резкое развитие уремической интоксикации, больные нередко гибнут в таких ситуациях от гипокалиемии, отёка легких и отёка мозга.
Гипергидратация наряду с патогенетическим лечением вызвавшего её заболевания требует соответствующей дегидратационной терапии.
Отравление водой сопровождается такими симптомами, как падение температуры тела, повышенное слюноотделение, тошнота, рвота, нарушение координации движений, судороги, мышечная слабость, головная боль. Также её можно заметить по симптомам, схожим с обычным отравлением.

## Виды гипергидратации
Существуют следующие виды гипергидратации:
1. Внеклеточная гипергидратация (h. extracellularis) — гипергидратации подвергается всё внеклеточное пространство или только интерстициальная ткань. Данный вид гипергидратации обычно связан с задержкой в организме человека электролитов.
2. Клеточная гипергидратация (h. cellularis) или интрацеллюлярный отёк — характеризуется накоплением воды в клетках. Данный вид гипергидратации развивается при введении в организм чрезмерного количества воды или гипотонических растворов.
3. Общая гипергидратация (h. communis) или «водное отравление» или «водная интоксикация» — гипергидратации подвергается весь организм. Как правило, это гипоосмотическая гипергидратация. Данный вид гипергидратации наблюдается при повышенном поступлении воды в организм в сочетании с её недостаточным выделением.
4. Гиперосмотическая или гиперосмолярная гипергидратация (h. hyperosmotica) — характеризуется повышенным осмотическим давлением жидкостей. Данный вид гипергидратации наблюдается, например, при вынужденном питье морской воды.
5. Гипоосмотическая или гипоосмолярная гипергидратация (h. hypoosmotica) — характеризуется пониженным осмотическим давлением жидкостей. Данный вид гипергидратации наблюдается при преобладании поступления воды в организм над её выделением.
6. Нормоосмотическая (h. normoosmotica) или изотоническая гипергидратация (h. isotonica) — характеризуется нормальным осмотическим давлением жидкостей. Данный вид гипергидратации наблюдается при массивных изотонических инфузиях и некоторых видах отёков.